# 基地防空隊
基地防空隊（きちぼうくうたい, Base Air Defense Squadron）とは、基地（分屯基地）を地対空ミサイルでもって敵航空脅威から防護することを任務とする、航空自衛隊に編成される部隊である。

## 概要
航空基地は航空戦における重要な施設であるゆえ、敵航空脅威からの標的になりやすい。基地防空における最後の盾でもある当部隊は、機関砲や地対空ミサイルをもって敵航空脅威から基地を防衛することを主としている。職種は高射であるが、特技は基地防空操作員となり、PAC-3部隊（高射群）とは異なった任務を受ける。主に戦闘航空団を有する基地の基地業務群隷下に編成されている基地防空隊を主力とする。かつてはレーダーサイトを有する分屯基地にも編成し、第2航空団ではそれを集約する第1基地防空群として編成されていたが、廃止集約され、第2基地防空隊、基地防空教導隊に改編された。
また、海上自衛隊にも同様の八戸航空基地を防空する八戸防空警衛隊や、大湊基地の防空を行っていた大湊防空陸警隊が過去に存在したが廃止され、陸上自衛隊・航空自衛隊に業務を委託している。
職種学校は第1術科学校、教導部隊は高射教導群である。訓練は基地のほか、近郊の陸上自衛隊の演習場や、装備を千歳基地所在の第2基地防空隊や高射教導群隷下の基地防空教導隊から借用したうえで、北海道の静内対空射場で行われる。また、陸上自衛隊の高射特科部隊と共同で訓練をする場合がある。
かつては対空機関砲としてVADSを装備していたが、2021年3月までに運用を取りやめた。
また、基地防空隊所属隊員の中には、基地における不発弾処理を行う隊員も所属しており、不発弾処理徽章を有している。

## 編成
ここでは主な基地防空隊を紹介する。部隊番号は所属する航空団と同じ番号が振られている。なお第１航空団には唯一基地防空隊が配備されていないため、１が欠番となっている。
- 第2基地防空隊 - 千歳基地
- 第3基地防空隊 - 三沢基地
- 第4基地防空隊 - 松島基地
- 第5基地防空隊 - 新田原基地
- 第6基地防空隊 - 小松基地
- 第7基地防空隊 - 百里基地
- 第8基地防空隊 - 築城基地
- 第9基地防空隊 - 那覇基地
- 基地防空教導隊（高射教導群） - 千歳基地

## 装備
- 81式短距離地対空誘導弾(A)（81短SAM）
- 基地防空用地対空誘導弾（11短SAM）
- 91式携帯地対空誘導弾